# 中島啓之
中島 啓之（なかじま ひろゆき、1943年6月7日 - 1985年6月11日）は、昭和後半期の日本の競馬騎手。日本中央競馬会の所属であった。
1974年の東京優駿（日本ダービー）優勝など八大競走を4勝、1970年代から1980年代にかけて関東を代表する騎手であったが、1985年に病死した。通算729勝は当時歴代9位の記録。
父・中島時一は戦前の騎手・調教師で、牝馬のヒサトモで1937年の東京優駿をレコードタイムで制覇している。また、弟の中島敏文も元騎手で、引退後にJRA調教師となった。
夫人の父（義父）は同じくJRA調教師であった高松三太。

## 経歴

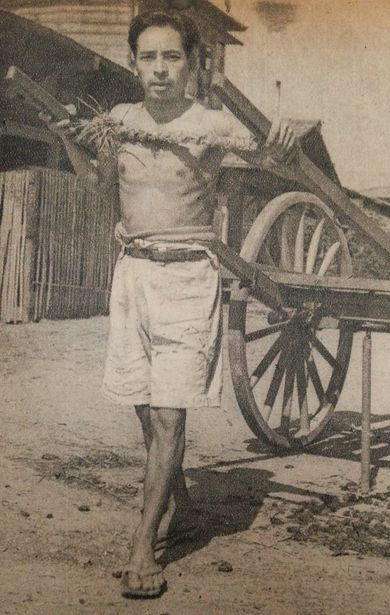
父・時一（1947年）

1943年、父の転戦先、東京都府中市に生まれる。太平洋戦争激化により競馬が休止となり、これを受けて競馬界から引退した父時一の故郷・広島県高田郡吉田町（現・安芸高田市）に、生後間もなく移り住む。終戦後、幼少期に同地で見た草競馬で、馬を巧みに御す少女の姿に憧れて騎手を志した。父親は戦後、競馬が再開されても競馬の世界に戻ろうとせず、中国山地の山間の町で農業を続けることを選んだ。啓之は当地の中学校を卒業後1959年、馬事公苑騎手養成所に長期課程修習生として入所。卒業後、東京競馬場の奥平作太郎厩舎に所属。翌1962年に騎手としてデビューした。同期には郷原洋行、榎屋忍、中神輝一郎らがいる。
デビューからしばらくは、仕掛け（馬へのラストスパートの合図）が早く「あわて中島」と呼ばれ、勝ち星こそ重ねるものの八大競走などの大レースには縁のない地味な存在だった。しかしときおり人気薄で連に絡んでは大穴を出す「万馬券ジョッキー」として、早くから穴党ファンの間では有名であった。
だが1973年に有馬記念でストロングエイトに騎乗し、10番人気ながら圧倒的人気に推されたハイセイコーを破って八大競走を初制覇。翌年にはコーネルランサーで東京優駿に優勝し、史上初めて父子でダービージョッキーとなる快挙を成し遂げた。
これらの競走における緻密な騎乗への評価は高く、関東を代表する一流ジョッキーと目されるようになり、以後は馬主の藤田正明と同郷という縁からトウショウの主戦騎手を務めるなど、重賞戦線で活躍を重ねた。

### 最期
1985年、ベテランの域に入りつつあるなかにあってなお、この年は騎手ランキングで関東4位に付けるなど好調ななかで、中島は体調不良を訴え休養する。診断の結果、肝臓の病に冒されていることが判明し、入院を余儀なくされる。
親交の深かった西野広祥の随筆の描写などからするに、中島は酒を好むが、本質的にはそれほど酒に強くはない人物で、独身時代には酔い潰れるほどの酒量であることも多かった。結婚後は自制して量や回数を抑えていたが、騎手という職業柄の厳しい体重管理など長年にわたって内臓に掛かってきた負担は小さくなく、果たして肝臓が蝕まれていたのである。しかし中島は、医師の反対を押し切って病院を抜け出し、周囲には病気のことを伏せて秘密のうちに騎乗を続けた。自厩舎のトウショウサミットでダービートライアルのNHK杯に勝利しこれで重賞通算29勝、5月19日に行われた優駿牝馬（オークス）でもナカミアンゼリカを駆って2着と鬼気迫る活躍を見せた。とはいえ、NHK杯の日の朝、調整ルームで同宿の小島太が中島を起こしに行ったとき、小島が3回呼んでも中島は起き上がることができなかったといい、その時点ですでに病状が深刻な域にあったことが窺われる。
かくて、日本ダービーが行われる当週、医師から末期の肝臓癌であり、持ってあと3か月との告知を受ける。それでも中島はせめてダービーだけは乗せてくれと懇願し、医師もそれを許可。翌週5月26日に行われた日本ダービーでトウショウサミットに騎乗。果敢な逃げで見せ場を作った（結果は18着）。ダービーの数日後、西野は中島家を訪問し、その際に普段ならば必ず玄関まで応対に出る人物である中島がそれをできずにリビングのソファーに横になったまま起き上がれなかったことから、西野は深刻な事態に気づいたという。
ダービーの9日後に再度入院、周囲の競馬関係者や知己にもこの段階でようやく中島の余命いくばくもない病状が知られるところとなり、競馬サークルの内外は大きなショックに襲われた。
しかし、このときの中島にはもはや治療の術もなく、西野によれば「絶望的な処置をするしかなかった」という状態であり、そのまま6月11日に急逝してしまう。42歳没。入院してからわずか1週間後、ダービーからは16日後のことであった。現役騎手の癌による死去は松本善登以来4年ぶりであった。

## エピソード

### 人物について
遅咲きの苦労人らしく人情に厚く、「誰にもどんなときも嫌な顔をしたのを見たことが無い」と中島を知る人物は口を揃えて語る。
また、その人柄を示す代表的なエピソードとしては、有馬記念におけるトウショウボーイへの騎乗依頼を、表向きは同じ日に他場で騎乗が決まっているからという理由で断ったというものがある。他にもコーネルランサーでダービーを制した際のインタビューが知られる。晴れて栄光のダービージョッキーとなったにもかかわらず「今の気持ちを誰に伝えたいか？」というアナウンサーの質問に対して、中島は躊躇して答えることができなかった。特定の人物の名前を挙げることで、ほかの誰かを落胆させたくないための配慮であったという。
そのような常に相手に気を遣う好人物であったゆえ、競馬サークル内部の人間はもとより、その利害関係から競馬関係者とは対立することも多い競馬マスコミの関係者にすら中島を悪く言う者がおらず、まさに誰からも愛される好人物であった。とりわけ騎手仲間からの信望は厚いものがあり、「アンちゃん」の愛称で慕われた。日本騎手クラブの役員としてマスコミとも友好的に接し、競馬サークルの内部からも競馬マスコミの関係者からもいずれは騎手会長への就任を嘱望されていた。吉永正人・大崎昭一・菅原泰夫ら関東の同年代の騎手と作っていた「なかよし会」の中心的存在であり、メンバーが重賞勝利した際にはお祝い会を開くなどしていた。
また4歳下の騎手であった小島太や、師匠である奥平作太郎の息子・真治とは親友であり、奥平真治厩舎も中島は立ち上げから携わり、所属騎手として共に作り上げ盛り立てていった。その様な人物であっただけに中島急逝が周囲にもたらした悲嘆は大変に深いもので、葬儀では小島太など多くの者が号泣し、取材に訪れた競馬マスコミ関係者さえも多くが泣いていたという。また、中島死去の翌年の1986年にメジロラモーヌが桜花賞に勝利し、クラシック制覇が叶ったとき、共にこの瞬間を夢見た奥平真治は、「やったぞ、ついに……。啓之も見ていてくれただろう。」とコメントした。
競馬サークル外部の人間にも交遊関係を持ち、特に中国文学研究者の西野広祥とは公私に渡る親交があり、年上の西野からも弟分のように大変可愛がられていた。西野は日本中央競馬会の機関広報誌『優駿』1996年7月号に『思い出の中島啓之』という随筆を寄稿しているが、その中で「いつか自分が死んだときは中島に会いに行く」という言葉を記している。

### 父・時一について
前述の通り、父・時一と父子二代のダービージョッキーである。しかし、父子は互いのダービー優勝を見ていない。
時一のダービー優勝時には啓之はまだ生まれておらず、37年後に啓之がダービーを制した時には時一はすでに亡くなっていた。時一は競馬の世界を離れて以来、広島で農業を営んでおり、啓之が騎手を志していることを告げた際も、端的に「馬事公苑に行けばいい」と言ったのみであったという。啓之は父がかつて騎手であったという事実は知っていたが、馬事公苑に入るまでダービージョッキーであるということは知らなかった。

## 年譜
※記録は全て日本中央競馬会でのもの。
- 1943年 東京都府中市に生まれ。生後間もなく父の故郷・広島へ。
  - 中学卒業まで吉田町で育つ。
- 1959年 馬事公苑騎手養成所に入所。
- 1962年 3月3日、奥平作太郎厩舎所属騎手としてデビュー。ピンクドーターに騎乗し7着。
  - 9月23日、スグレホープに騎乗し初勝利。
- 1965年 5月16日、ジンライに騎乗して東京アラブ障害特別に優勝し、重賞初勝利。
- 1966年 9月25日、キヨシゲルに騎乗してクイーンステークスに優勝し、平地重賞初勝利。
- 1967年 8月20日、中央競馬通算100勝達成。
- 1969年 5月10日、奥平作太郎の死去により稲葉幸夫厩舎に移籍。
- 1971年 3月1日、奥平真治厩舎に移籍。以後死去するまで奥平厩舎所属となる。
- 1973年 12月16日、ストロングエイトに騎乗し有馬記念に優勝。八大競走を初制覇。
- 1974年 5月26日、コーネルランサーに騎乗し東京優駿（日本ダービー）を制覇。親子二代のダービージョッキーとなる。
- 1975年 11月19日、コクサイプリンスに騎乗して菊花賞に優勝。
- 1980年 3月15日、通算500勝達成。
- 1982年 アズマハンターに騎乗して皐月賞を制し史上10人目の三冠ジョッキーとなる。
- 1984年 11月11日、通算700勝達成。
- 1985年 5月19日、タカラスチールに騎乗してカーネーションカップに優勝、最後の勝利となる。
  - 5月26日、トウショウサミットで東京優駿に騎乗し18着。最後の騎乗となる。
  - 6月11日、肝臓癌で死去。

## 騎手通算成績（中央競馬）
| 通算成績 | 1着 | 2着 | 3着 | 4着以下 | 騎乗回数 | 勝率 | 連対率 |
| -------- | --- | --- | --- | ------- | -------- | ---- | ------ |
| 平地     | 713 | 754 | 746 | 4335    | 6548     | .109 | .224   |
| 障害     | 16  | 14  | 20  | 37      | 87       | .184 | .345   |
| 計       | 729 | 768 | 766 | 4372    | 6635     | .110 | .226   |

- 全国リーディング最高3位（1980年・63勝）
- 重賞競走29勝（うち八大競走4勝）

### 主な騎乗馬
※括弧内は中島騎乗による優勝重賞競走。
- タマミ（スプリンターズステークス）
- ラファール（安田記念、京王杯オータムハンデキャップ）
- ストロングエイト（有馬記念、アメリカジョッキークラブカップ、鳴尾記念）
- コーネルランサー（東京優駿）
- コクサイプリンス（菊花賞）
- トウショウゴッド（弥生賞、ダービー卿チャレンジトロフィー、目黒記念・春）
- エイティトウショウ（中山記念2回、金杯・東）
- トウショウペガサス（中山記念、ダービー卿チャレンジトロフィー）
- アズマハンター（皐月賞）
- アンドレアモン（フェブラリーハンデキャップ）
- トウショウサミット（NHK杯）

その他
- タケホープ
- アイフル
- キョウエイプロミス
- サンエイソロン
- ナスノチグサ
- ハワイアンイメージ
- モンテファスト